# Det de Beus
Anna Maria Bernadette "Det" de Beus (Utrecht, 18 febbraio 1958 – 21 luglio 2013) è stata una hockeista su prato olandese, medaglia d'oro con la nazionale del suo paese alle Olimpiadi estive del 1984 a Los Angeles e bronzo a Seul 1988, vincitrice di tre Campionati mondiali, due Europei e un Champions Trophy. Considerata miglior portiere del mondo nell'hockey su prato femminile negli anni 80,, è stata la prima donna ad indossare la "goalie mask", la maschera da portiere.

## Biografia
Nata a Utrecht, viveva a living in Enkhuizen.
Da ragazza - ha iniziato a dieci anni presso la scuola elementare Nutsschool di Waalre - preferiva giocare a calcio, ma a quel tempo le ragazze non giocavano a calcio. All'età di tredici anni è stata convocata come portiere della prima squadra del club Eindhovense Mixed Hockey Club (EMHC).
Negli anni è riuscita a seguire lo sport a livello agonistico, la scuola ed in seguito lavoro e studio, lavorando part-time nel marketing, raccolta fondi e organizzazione dell'asilo nido e frequentando l'università serale, laureandosi in storia. Ha fatto il suo debutto nella nazionale olandese di hockey su prato all'età di diciannove anni.
Dopo il ritiro alla fine delle Olimpiadi del 1988, ha lavorato come insegnante di storia a Eindhoven e poi in diverse posizioni manageriali - responsabile dell'informazione e della comunicazione - presso il Rijksmuseum di Amsterdam e dal 1991 allo Zuiderzeemuseum di Enkhuizen e come presidente ad interim della federazione olandese di pattinaggio in linea. Dopo i 40 anni ha iniziato a studiare filosofia.
Nel 2009 si è classificata al quinto posto nella lista dei migliori cinquanta giocatori di hockey olandesi di tutti i tempi. La sua carriera ha ispirato sportive olandesi arrivate al successo dopo di lei, come Clarinda Sinnige, anche lei portiere, che nella sua stanza conservava appeso un popolare poster degli anni '80 che ritraeva Det de Beus mentre sollevava la gamba così in alto quasi a colpire la traversa.
È morta a Rijswijk a luglio 2013, a 55 anni, per un cancro.

## Carriera

### Club
È stata una giocatrice dell'Eindhovense Mixed Hockey Club di Eindhoven, senza mai vincere nella sua carriera un titolo nazionale con la squadra di club, campionati vinti da HGC o Amsterdam. Preferiva abiti non restrittivi, pantaloni da allenamento attillati,, era nota la sua antipatia per l'abbigliamento protettivo del portiere.

## Nazionale
De Beus è stata portiere dell'Olanda tra il 1978 e il 1988, nazionale per la quale ha giocato 105 partite, vincendo le Olimpiadi del 1984, i Campionati del mondo IFWHA 1979 (tenuti dall'allora federazione di hockey femminile separata), i Mondiali 1978, 1983 e 1986, i Campionati europei 1984 e 1987 e il Trofeo Champions 1987.
Dopo essere stata ricoverata in ospedale dopo una partita in nazionale, a causa di una rottura del miocardio ha quasi saltato i Campionati del mondo del 1986 in Olanda. Si è ritirata dallo sport alla fine dei Giochi Olimpici di Seul a settembre 1988, dopo aver vinto la medaglia di bronzo battendo la Gran Bretagna 3-1.

## Palmarès

### Olimpiadi
- 2 medaglie:
  - 1 oro: Los Angeles 1984
  - 1 bronzo: Seul 1988

### Campionati del mondo IFWHA
- 1 medaglia:
  - 1 oro: Campionati del mondo IFWHA 1979

### Campionati mondiali
- 3 medaglie:
  - 1 oro: Madrid 1978
  - 1 oro: Kuala Lumpur 1983
  - 1 oro: Amstelveen 1986

### Campionati europei
- 2 medaglie:
  - 1 oro: Lilla 1984
  - 1 oro: Londra 1987

### Champions Trophy
- 1 medaglia:
  - 1 oro: Champions Trophy Amstelveen 1987